# Jim Deshaies
Pour les articles homonymes, voir Deshaies (homonymie).
James Joseph Deshaies (né le 23 juin 1960 à Massena, New York, États-Unis) est un lanceur gaucher de baseball qui joua dans les Ligues majeures de 1984 à 1995.
Il passe la majorité de sa carrière avec les Astros de Houston et, en 1986, il établit un record de l'ère moderne du baseball majeur en retirant sur des prises les 8 premiers frappeurs auxquels il est opposé,.
Surnommé JD, il est analyste des matchs télévisés des Astros de Houston de 1997 à 2012, puis de ceux des Cubs de Chicago depuis 2013.

## Carrière de joueur
Jim Deshaies est un choix de treizième ronde des Expos de Montréal en 1978 mais ne signe pas avec l'équipe. Il signe son premier contrat professionnel avec les Yankees de New York, qui le réclament au 21e tour de sélection en 1982. Il fait ses débuts dans le baseball majeur avec les Yankees le 7 août 1984. Son séjour y est de courte durée : seulement deux parties comme lanceur partant. Mais c'est suffisant pour devenir le 1000e joueur dans l'histoire à porter l'uniforme de cette légendaire franchise. Le 15 septembre 1985, alors que Deshaies évolue dans les ligues mineures avec un club-école des Yankees, il est transféré avec d'autres joueurs aux Astros de Houston en retour du vétéran lanceur Joe Niekro. 
Après être apparu dans deux matchs des Astros en fin de saison 1985, Deshaies dispute sa saison recrue en 1986 pour Houston. Il figure au nombre des meilleurs joueurs de première année cette saison-là et prend le 7e rang du vote annuel désignant la recrue de l'année de la Ligue nationale. Détenteur d'un dossier de 12 victoires et 5 défaites en saison régulière, Deshaies maintient une moyenne de points mérités de 3,25 en 144 manches lancées et 26 départs. Sa fin de saison, notamment, est mémorable : le 23 septembre à Houston contre les Dodgers de Los Angeles, il n'accorde que deux coups sûrs pour un blanchissage mais, surtout, il établit un record des Ligues majeures en retirant sur des prises les 8 premiers frappeurs adverses. Deshaies est si dominant en ce début de match que le gérant des Dodgers, Tommy Lasorda, essaie de briser la séquence en retirant du match son propre lanceur partant (Dennis Powell, qui n'avait pourtant donné que deux points) pour le remplacer par le frappeur suppléant Larry See, qui est le premier Dodger à mettre la balle en jeu.
Deshaies aide les Astros à remporter le championnat de la division Ouest de la Ligue nationale en 1986 mais n'est pas choisi pour jouer en séries éliminatoires. 
Deshaies passe la majorité de sa carrière avec les Astros, pour qui il dispute 181 matchs, dont 178 comme lanceur partant, de 1985 à 1991. Il gagne 61 parties avec ce club et connaît 4 saisons consécutives de 10 victoires ou plus. Après n'avoir accordé que 3 points mérités par partie en 1988, il affiche en 1989 sa meilleure moyenne (2,91) en carrière et inscrit un sommet personnel de 15 gains. Il lance plus de 200 manches chaque année de 1988 à 1990. Les Astros sont l'un des pires clubs des majeures en 1991. Alors que sa fiche victoires-défaites est de 5-12, sa moyenne frôle les 5 points mérités accordés par match. Utilisant son statut d'agent libre après cette saison, il signe chez les Athletics d'Oakland. Ceux-ci le retranchent durant l'entraînement de printemps et il rejoint les Padres de San Diego pour la saison 1992. En 1993, il s'aligne avec les Twins du Minnesota et est échangé en cours d'année aux Giants de San Francisco. Sa saison 1994, où il rejoint à nouveau les Twins, est misérable : il mène le baseball majeur pour les points mérités et les coups de circuit accordés et sa moyenne de points mérités s'élève à 7,39 en 130 manches et un tiers lancées. Il complète sa carrière par deux départs avec les Phillies de Philadelphie en 1995.
Jim Deshaies a disputé 257 parties dans le baseball majeur, dont 253 comme lanceur partant. Sa moyenne de points mérités s'élève à 4,14 en 1525 manches au monticule, avec 951 retraits sur des prises, 15 matchs complets et 6 blanchissages. Il a remporté 84 victoires contre 95 défaites.
Réputé mauvais frappeur, ce qui n'est à sa défense pas rare pour un lanceur, Jim Deshaies détient un record du baseball majeur avec 373 présences au bâton sans jamais avoir frappé de coup sûr de plus d'un but.
Deshaies est éligible pour l'élection au Temple de la renommée du baseball en 2001. Ses statistiques en carrière ne lui donnent aucune chance d'être élu, mais il entreprend à la blague une campagne pour obtenir au moins un vote. Son souhait est exaucé lorsqu'un journaliste du Houston Chronicle, John Lopez, inscrit son nom sur le bulletin. Avec cette seule voix et 0,2 % du vote total, Deshaies est loin des 5 % requis pour obtenir une seconde chance.

## Carrière dans les médias
Deshaies est commentateur lors des parties télévisées des Astros de Houston de 1997 à 2012, où il est l'analyste attitré du descripteur des matchs, Bill Brown. L'humour de Deshaies complète bien la personnalité plus sérieuse de Brown, et il est très populaire auprès des auditeurs.
Il quitte Houston pour Chicago où, à partir de la saison 2013, il est analyste aux côtés du descripteur des matchs des Cubs de Chicago, Len Kasper, à la chaîne de télévision WGN-TV.